# Penguins de Wilkes-Barre/Scranton
Pour les articles homonymes, voir Penguin.
Les Penguins de Wilkes-Barre/Scranton sont une franchise professionnelle de hockey sur glace des États-Unis. L'équipe évolue dans un championnat qualifié de mineur d'Amérique du Nord, la Ligue américaine de hockey, et est basée à Wilkes-Barre en Pennsylvanie. Ils font partie de l'association de l'Est et de la division Atlantique.
L'équipe appartient à Mario Lemieux et à Ron Burkle, tous deux également propriétaires des Penguins de Pittsburgh de la Ligue nationale de hockey. La franchise de Wilkes-Barre/Scranton est affiliée à celle de Pittsburgh.

## Histoire de la franchise

### La genèse
En 1996, les Penguins de Pittsburgh rachètent les Aces de Cornwall aux Nordiques de Québec de la LNH ; ces derniers quittent en effet le Québec pour rejoindre le Colorado et deviennent l'Avalanche. Ils décident alors de déménager la franchise de sa ville de Cornwall mais à l'époque ne savent pas encore dans quelle ville, la franchise évoluera.
Les anciennes appellations de la franchise ont été :
- Express de Fredericton de 1981 à 1988
- Citadels d'Halifax de 1988 à 1993
- Aces de Cornwall de 1993 à 1996

### Les participations aux finales
En 2001, pour leur seconde saison dans la LAH, les Penguins finissent à la seconde place de leur division et vont accéder pour la première fois de leur histoire aux séries éliminatoires de la Coupe Calder. Ils sont alors dirigés par Glenn Patrick, un des membres de la famille Patrick qui a marqué l'histoire du hockey en Amérique du Nord, notamment par Lester, ancien joueur, entraîneur et dirigeant dans la LNH au début du XXe siècle. L'équipe menée par Toby Petersen, Greg Crozier, Tom Kostopoulos mais également Michal Rozsíval et Andrew Ference en défense passe les différents échelons pour accéder à la finale de la Coupe Calder. L'équipe remporte même le trophée Robert-W.-Clarke en tant que meilleure équipe de l'association de l'Ouest, après avoir écarté les Bears de Hershey 4 matchs à 0. Malgré tout l'équipe perd en finale de la Coupe contre les Flames de Saint-Jean sur le score de 4 matchs à 2.
Les Penguins se rendent une nouvelle fois en finale de la Coupe Calder en 2003-2004. Troisièmes de la division Est au cours de la saison régulière, les Penguins comptent alors dans leur rang des joueurs comme Michel Ouellet, Kris Beech, Rob Scuderi ou Andy Chiodo. L'équipe dirigée par Michel Therrien fait également appel au cours des séries à des futurs joueurs cadres des Penguins de Pittsburgh comme Ryan Whitney ou Marc-André Fleury. Ils sont malgré tout balayés en quatre matchs secs par les Admirals de Milwaukee.
Ils retournent en finale de la Coupe Calder quatre ans plus tard en 2007-2008 alors que l'équipe de la LNH est également en finale des séries, pour la Coupe Stanley. Les deux équipes de la LNH et de la LAH perdent en six matchs 4-2 respectivement contre les Red Wings de Détroit et les Wolves de Chicago.

## Saisons après saisons
| Saison    | PJ | V  | D  | N  | DP | DTB | BP  | BC  | Pts | Classement               | Séries éliminatoires                                                                                            |
| --------- | -- | -- | -- | -- | -- | --- | --- | --- | --- | ------------------------ | --- |
| 1999-2000 | 80 | 23 | 43 | 9  | 5  | -   | 236 | 306 | 60  | 5e division Empire       | Non qualifiés                                                                                                   |
| 2000-2001 | 80 | 36 | 33 | 9  | 2  | -   | 252 | 248 | 83  | 2e division Mid-Atlantic | 3-2 Crunch de Syracuse 4-2 Phantoms de Philadelphie 4-0 Bears de Hershey 2-4 Flames de Saint-Jean               |
| 2001-2002 | 80 | 20 | 44 | 13 | 3  | -   | 201 | 274 | 56  | 4e division Sud          | Non qualifiés                                                                                                   |
| 2002-2003 | 80 | 36 | 32 | 7  | 5  | -   | 245 | 248 | 84  | 3e division Sud          | 2-0 Grizzlies de l'Utah 1-3 Griffins de Grand Rapids                                                            |
| 2003-2004 | 80 | 34 | 28 | 10 | 8  | -   | 197 | 197 | 86  | 3e division Est          | 4-3 Sound Tigers de Bridgeport 4-2 Phantoms de Philadelphie 4-3 Wolf Pack de Hartford 0-4 Admirals de Milwaukee |
| 2004-2005 | 80 | 39 | 27 | -  | 7  | 7   | 227 | 219 | 92  | 4e division Est          | 4-3 Senators de Binghamton 1-4 Phantoms de Philadelphie                                                         |
| 2005-2006 | 80 | 51 | 18 | -  | 5  | 6   | 249 | 178 | 113 | 1er division Est         | 4-3 Sound Tigers de Bridgeport 0-4 Bears de Hershey                                                             |
| 2006-2007 | 80 | 51 | 23 | -  | 2  | 4   | 276 | 221 | 108 | 2e division Est          | 4-2 Admirals de Norfolk 1-4 Bears de Hershey                                                                    |
| 2007-2008 | 80 | 47 | 26 | -  | 3  | 4   | 223 | 187 | 101 | 1er division Est         | 4-1 Bears de Hershey 4-1 Phantoms de Philadelphie 4-3 Pirates de Portland 2-4 Wolves de Chicago                 |
| 2008-2009 | 80 | 49 | 25 | -  | 3  | 3   | 271 | 212 | 104 | 3e division Est          | 4-1 Sound Tigers de Bridgeport 3-4 Bears de Hershey                                                             |
| 2009-2010 | 80 | 41 | 34 | -  | 2  | 3   | 239 | 229 | 87  | 3e division Est          | 0-4 River Rats d'Albany                                                                                         |
| 2010-2011 | 80 | 58 | 21 | -  | 0  | 1   | 261 | 183 | 117 | 1er division Est         | 4-2 Admirals de Norfolk 2-4 Checkers de Charlotte                                                               |
| 2011-2012 | 76 | 44 | 25 | -  | 2  | 5   | 235 | 215 | 95  | 4e division Est          | 3-2 Bears de Hershey 3-4 IceCaps de Saint-Jean                                                                  |
| 2012-2013 | 76 | 42 | 30 | -  | 2  | 2   | 185 | 178 | 88  | 3e division Est          | 3-0 Senators de Binghamton 4-3 Bruins de Providence 1-4 Crunch de Syracuse                                      |
| 2013-2014 | 76 | 42 | 26 | -  | 3  | 5   | 206 | 185 | 92  | 2e division Est          | 3-1 Senators de Binghamton 4-3 Bruins de Providence 2-4 IceCaps de Saint-Jean                                   |
| 2014-2015 | 76 | 45 | 24 | -  | 3  | 4   | 212 | 163 | 97  | 2e division Est          | 3-0 Crunch de Syracuse 1-4 Monarchs de Manchester                                                               |
| 2015-2016 | 76 | 43 | 27 | -  | 4  | 2   | 230 | 203 | 92  | 3e division Atlantique   | 3-0 Bruins de Providence 3-4 Bears de Hershey                                                                   |
| 2016-2017 | 76 | 51 | 20 | -  | 3  | 2   | 247 | 170 | 107 | 1er division Atlantique  | 2-3 Bruins de Providence                                                                                        |
| 2017-2018 | 76 | 45 | 22 | -  | 6  | 3   | 252 | 223 | 99  | 2e division Atlantique   | 0-3 Checkers de Charlotte                                                                                       |
| 2018-2019 | 76 | 36 | 30 | -  | 7  | 3   | 232 | 228 | 82  | 6e division Atlantique   | Non qualifiés                                                                                                   |
| 2019-2020 | 63 | 29 | 26 | -  | 3  | 5   | 164 | 193 | 66  | 6e Atlantique            | Séries annulées à cause de la pandémie de Covid-19                                                              |
| 2020-2021 | 32 | 13 | 13 | -  | 4  | 2   | 92  | 107 | 32  | 5e Nord                  | Séries annulées à cause de la pandémie.                                                                         |
| 2021-2022 | 76 | 35 | 33 | -  | 4  | 4   | 209 | 225 | 78  | 4e division Atlantique   | 2-1 Bears de Hershey 0-3 Thunderbirds de Springfield                                                            |
| 2022-2023 | 72 | 26 | 32 | -  | 8  | 6   | 191 | 224 | 66  | 8e division Atlantique   | Non qualifiés                                                                                                   |
| 2023-2024 | 72 | 39 | 24 | -  | 8  | 1   | 211 | 194 | 87  | 3e division Atlantique   | 0-2 Phantoms de Lehigh Valley                                                                                   |

## Les maillots et logos

Ancien logo des Penguins (2004-2016)

Depuis leur création, les Penguins ont porté différentes tenues au cours des saisons. En effet, la volonté de la direction est de proposer au minimum deux nouveaux maillots par saison (domicile et extérieur) ainsi qu'un maillot supplémentaire par année. En réalité, en 2004, les Penguins ont porté jusqu'à cinq maillots différents. Les occasions spéciales pour sortir des maillots sont le jour de Noël ou encore le jour de la Saint Patrick.
Cela dit, hormis pour les maillots spéciaux, les maillots des Penguins de WBS ont toujours arboré sur les épaules le logo des Penguins de Pittsburgh.
En ce qui concerne le logo de la franchise, le dessin a toujours été le même avec quelques variantes : le dessin de base est un 
manchot musclé qui patine avec une crosse de hockey. Sur certains maillots, le manchot est tout seul, sur d'autres, il est entouré d'un cercle avec l'écriture du nom de l'équipe.

## Joueurs et entraîneurs

### Capitaines

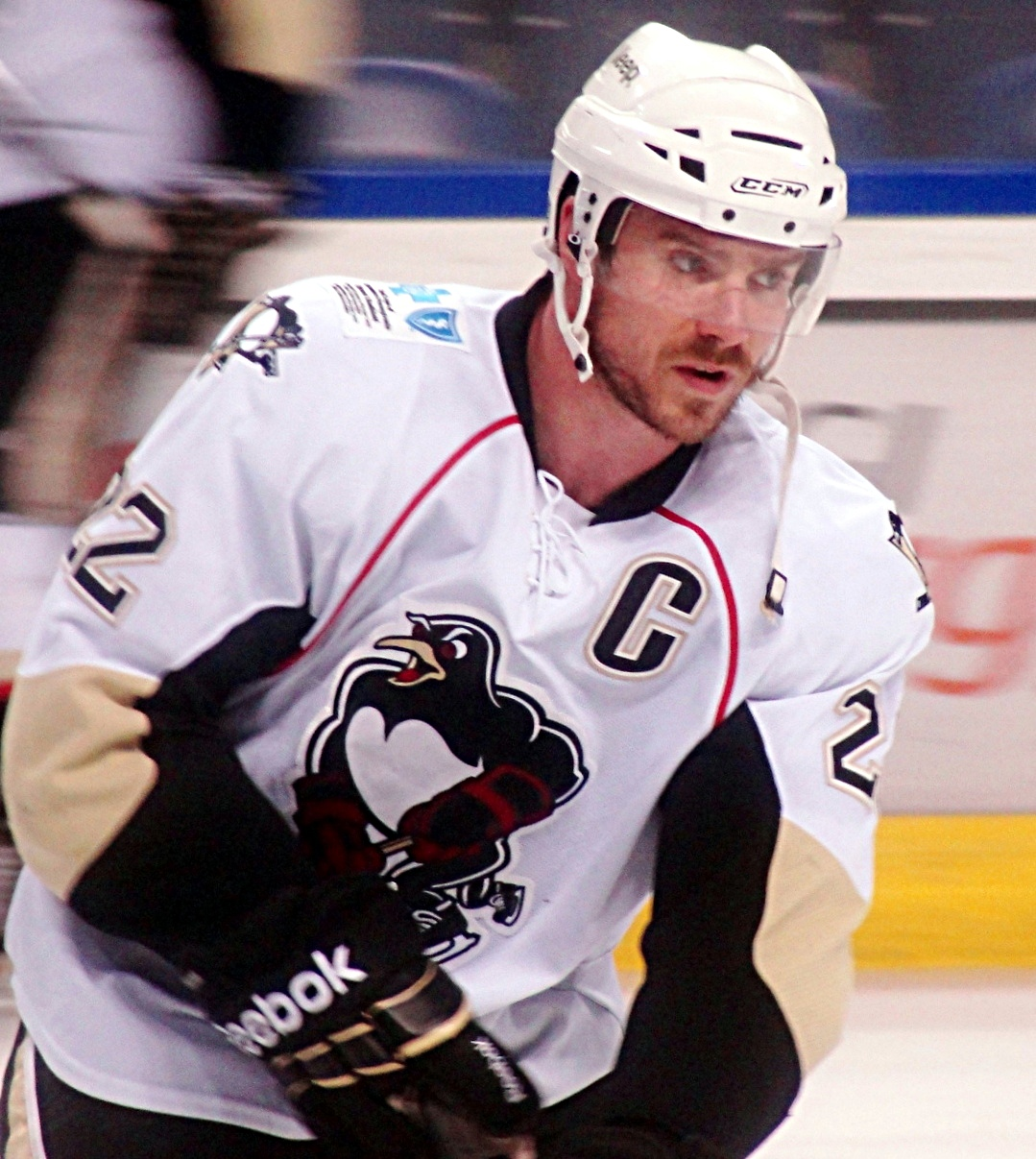
Ryan Craig, capitaine de l'équipe entre 2010 et 2012

Cette section présente la liste des capitaines de l'équipe :
- 1999-2000 : Tyler Wright, Steve Leach, John Slaney
- 2000-2001 : John Slaney, Sven Butenschon
- 2001-2002 : Jason MacDonald
- 2002-2003 : Tom Kostopoulos
- 2003-2004 : Tom Kostopoulos, Patrick Boileau, Kris Beech
- 2004-2005 : Alain Nasreddine, Kris Beech
- 2005-2006 : Alain Nasreddine
- 2006-2007 : Micki DuPont[Note 1]
- 2007-2008 : Nathan Smith
- 2008-2009 : Dave Gove et Connor James
- 2009-2010 : Wyatt Smith
- 2010-2012 : Ryan Craig
- 2012-2013 : Joey Mormina
- 2013-2018 : Tom Kostopoulos
- 2018-2019 : Garrett Wilson
- 2019-2020 : David Warsofsky
- 2020-... : Josh Currie

### Records de la franchise
Lors de la saison 2010-2011, Nick Petersen inscrit les cinq buts des Penguins lors d'une victoire 5-3 contre le Crunch de Syracuse.
Les records de l'équipe sur une saison sont les suivants :
- Joueurs
  - Buts : 34 Chris Minard (2008-2009)
  - Passes : 50 Jeff Taffe et Janne Pesonen (2008-2009)
  - Points : 82 Janne Pesonen (2008-2009)
  - Minutes de pénalité : 393 jouées par Dennis Bonvie (2005-2006)
- Gardiens de but
  - Plus grande nombre de matchs : 54 Marc-André Fleury (2004-2005)
  - Plus grand nombre de victoires : 35 Brad Thiessen (2010-2011)
  - Plus faible moyenne de buts accordés : 1,93 par Jeff Zatkoff (2012-2013)
  - Pourcentage d’arrêts : 92,2 % Rich Parent (2000-2001) et Dany Sabourin (2005-2006)
  - Blanchissages[Note 2] : 8 Sebastien Caron

| Joueur          | PJ  | B   | A   | Pts | Saisons avec les Penguins |
| --------------- | --- | --- | --- | --- | ------------------------- |
| Tom Kostopoulos | 335 | 100 | 153 | 253 | 1999-2004 Depuis 2012     |
| Tomáš Surový    | 239 | 89  | 89  | 178 | 2001-2006                 |
| Toby Petersen   | 215 | 72  | 105 | 177 | 2000-2001 2002-2004       |
| Shane Endicott  | 292 | 73  | 93  | 166 | 2001-2006                 |
| Dustin Jeffrey  | 182 | 52  | 102 | 154 | 2007-2012                 |
| Kris Beech      | 171 | 53  | 97  | 150 | 2002-2005                 |
| Michel Ouellet  | 182 | 71  | 73  | 144 | 2002-2006                 |
| Éric Meloche    | 249 | 61  | 77  | 138 | 2000-2004                 |
| Tim Wallace     | 304 | 75  | 62  | 137 | 2006-2011                 |
| Ryan Stone      | 219 | 41  | 95  | 136 | 2005-2009                 |

### Trophées d’équipes et joueurs récompensés
Trophée Aldege-« Baz »-Bastien
trophée attribué au meilleur gardien de but de la saison.
- 2005-2006 : Dany Sabourin
- 2010-2011 : Brad Thiessen
- 2014-2015 : Matt Murray

Trophée Harry-« Hap »-Holmes
trophée remis au(x) gardien(s) ayant la plus petite moyenne de buts encaissés
- 2005-2006 : Dany Sabourin
- 2010-2011 : Brad Thiessen et John Curry
- 2012-2013 : Jeff Zatkoff et Brad Thiessen
- 2013-2014 : Jeff Drouin-Deslauriers et Eric Hartzell
- 2014-2015 : Matt Murray et Jeff Zatkoff

Trophée Yanick-Dupré
trophée remis au joueur qui s'investit le plus dans sa communauté.
- 2006-2007 : Matt Carkner

Trophée Louis-A.-R.-Pieri.
trophée remis au meilleur entraîneur du circuit
- 2010-2011 : John Hynes

Trophée Dudley-« Red »-Garrett
trophée remis au meilleur joueur recrue
- 2014-2015 : Matt Murray

### Entraîneurs de la franchise
Les Penguins ont eu depuis leur création huit entraîneurs différents et depuis l'intersaison en 2010, John Hynes est l'entraîneur.
| No | Nom                      | Dates                               | PJ  | V   | D   | N  | DP | DF | Pts |
| -- | ------------------------ | ----------------------------------- | --- | --- | --- | -- | -- | -- | --- |
| 1  | Glenn Patrick            | 6 janvier 1999 - 2 mai 2003         | 320 | 115 | 152 | 38 | 15 | -- | 283 |
| 2  | Michel Therrien          | 15 juin 2003 - 13 décembre 2005     | 185 | 94  | 56  | 10 | 17 | 8  | 223 |
| 3  | Joe Mullen et Rick Kehoe | 15 décembre 2005 - 19 décembre 2005 | 3   | 2   | 1   | -- | 0  | 0  | 4   |
| 4  | Joe Mullen               | 20 décembre 2005 - 14 mai 2006      | 52  | 28  | 16  | -- | 3  | 5  | 64  |
| 5  | Todd Richards            | mai 2006 - juin 2008                | 160 | 98  | 49  | 13 | -- | -- | --  |
| 6  | Dan Bylsma               | juin 2008 - février 2009            | 44  | 35  | 6   | -- | 1  | 2  |     |
| 7  | Todd Reirden             | février 2009 - 31 juillet 2010      | 106 | 55  | 43  | 2  | -  | 6  | -   |
| 8  | John Hynes               | 31 juillet 2010 - 2 juin 2015       | 384 | 231 | 126 | -  | 27 | -  | -   |
| 9  | Mike Sullivan            | 18 juin 2015-12 décembre 2015       | 24  | 19  | 5   | -  | 0  | -  | -   |
| 10 | Clark Donatelli          | 23 décembre 2015-28 juin 2019       | 277 | 154 | 94  | -  | 20 | 9  | -   |
| 11 | Mike Vellucci            | 28 juin 2019-                       | -   | -   | -   | -  | -  | -  | -   |
| 12 | J.D. Forrest             | 2020 - en cours                     | -   | -   | -   | -  | -  | -  | -   |

## Divers
Le 25e épisode de la série américaine The Office met en scène l'anniversaire du responsable de la société Dunder Mifflin, Michael Scott joué par Steve Carell. Les employés finissent l'après-midi dans la patinoire des Penguins et l'adjoint à Scott, Dwight Schrute joué par Rainn Wilson, offre à son patron un maillot de hockey de l'équipe.
Mario Lemieux, joueur célèbre des Penguins de Pittsburgh, a porté pour un match le maillot de l'équipe de Wilkes-Barre/Scranton. C'est le seul autre maillot professionnel qu'il a porté au cours de sa carrière : il s'agissait alors d'un match amical d'avant saison en 2001 entre les deux équipes et Lemieux a joué pour l'équipe de la LAH